# Chipilovskaïa (métro de Moscou)
Chipilovskaïa (en russe : Шипи́ловская) est une station de la ligne Lioublinsko-Dmitrovskaïa (ligne 10 verte) du métro de Moscou. Elle est située sur le territoire du raïon Ziablikovo dans le district administratif sud de Moscou.

## Situation sur le réseau
Établie en souterrain, à 10 mètres sous le niveau du sol, la station Chipilovskaïa est située au point 0217+05,78 de la ligne Lioublinsko-Dmitrovskaïa (ligne 10 verte), entre les stations Borissovo (en direction de Petrovsko-Razoumovskaïa) et Ziablikovo (en direction de Ziablikovo).